# Peyrat-le-Château
Peyrat-le-Château este o comună în departamentul Haute-Vienne din centrul Franței. În 2009 avea o populație de 1.013 de locuitori.

## Evoluția populației
| An        | 1975  | 1982  | 1990  | 1999  | 2006  | 2009  |
| --------- | ----- | ----- | ----- | ----- | ----- | ----- |
| Populație | 1.518 | 1.294 | 1.194 | 1.081 | 1.019 | 1.013 |